# Marian Sârbu
Marian Sârbu ( Romanian pronunciation: [mariˈan ˈsɨrbu] ; né le 12 janvier 1958) est un syndicaliste et homme politique roumain. Membre de l'Union nationale pour le progrès de la Roumanie (UNPR) et anciennement du Parti social-démocrate (PSD), il est membre de la Chambre des députés roumaine pour le comté de Călăraşi (1996-2008) et le comté de Vaslui (2008-2012). Au sein du gouvernement Adrian Năstase, il est ministre du Travail de 2000 à 2003 Ministre délégué aux relations avec les partenaires sociaux de 2003 à 2004. Au sein du premier gouvernement d'Emil Boc, il est de nouveau ministre du Travail de 2008 à 2009.
Il est marié et père d'un enfant.

## Biographie
Il est né à Budeşti, comté de Călăraşi, obtenant un diplôme en droit en 1990 et un doctorat en gestion en 2006. De 1990 à 1994, il est président de la Fédération des syndicats libres de l'industrie du bois, également membre du bureau exécutif de la Fédération internationale des travailleurs du bâtiment et du bois de 1993 à 1994. En 1990, il rejoint également la Confédération nationale des syndicats libres de Roumanie; après avoir fusionné avec le syndicat Frăţia en 1993 pour former la Confédération nationale des syndicats libres de Roumanie - Fraternité (CNSLR-Frăţia), il est vice-président de cette dernière organisation jusqu'à son départ en 1994.
En 1994, Sârbu, alors membre du Parti de la social-démocratie en Roumanie (PDSR, devenu PSD en 2001), rejoint son bureau exécutif, dont il est membre jusqu'en 1996 et de 2000 à 2004. Jusqu'en 1996 également, il est secrétaire d'État au ministère du Travail et de la Protection sociale. Aux élections de 1996, il entre à la Chambre des députés; tandis que son parti est dans l'opposition pendant les quatre années suivantes, il dirige son département de science politique. Réélu en 2000, il est ministre du Travail et de la Solidarité sociale jusqu'en juin 2003 et ministre délégué aux relations avec les partenaires sociaux de cette date jusqu'en juillet 2004. Il quitte le gouvernement pour pouvoir rejoindre le bureau de coordination du parti dans lequel il continue à siéger pendant plusieurs années. En tant que ministre, Sârbu est critiqué pour les liens étroits qu'il entretient avec les syndicats, étant par exemple l'un des artisans d'un "pacte de non-agression" entre le PSD et le CNSLR-Frăţia. Il est réélu en 2004. De cette année jusqu'en 2006, il dirige le département de la politique sociale du parti et de 2006 à 2008, il est vice-président du PSD. Il obtient encore un autre mandat en 2008, dans le comté de Vaslui après qu'un collègue du parti se soit retiré. Tout au long de son séjour à la Chambre, il siège à sa commission du travail et de la protection sociale. Il reprend ses fonctions ministérielles en décembre 2008, son premier acte étant de changer le nom du ministère de «Travail, famille et égalité des chances» en «Travail, famille et protection sociale», reflétant sa priorité d'augmenter les pensions  et de réduire activité sur le marché gris de 50% à 25%, éliminant les charges pour les employeurs la première année où un nouvel employé travaille et augmentant le développement professionnel des chômeurs.
Au sein du cabinet Boc, Sârbu doit faire face aux effets de la crise financière, avertissant en mars 2009 que le chômage pourrait atteindre 800 000 personnes  à la fin de l'année et promettant que les autorités seraient en mesure de verser des allocations de chômage et accorderaient une attention particulière aux retraités et aux travailleurs à faible revenu malgré un déficit budgétaire. Il soutient une proposition de loi plafonnant les salaires de l'État à 9 000 lei par mois, 15 fois plus que le salaire minimum, et déclare que la pension minimum passerait à 350 lei d'ici octobre 2009. S'adressant à un syndicat de fonctionnaires, il insiste sur le fait que les grèves et les manifestations n'apporteraient rien aux employés, demandant plutôt des concessions . Avec ses collègues du PSD, Sârbu quitte le gouvernement le 1er octobre 2009, pour protester contre la révocation du vice-premier ministre et ministre de l'Intérieur Dan Nica.
En février 2010, Sârbu démissionne du PSD, invoquant des désaccords sur la stratégie et la politique sociale. Rejoignant le groupe d'indépendants de Gabriel Oprea au Parlement, il est élu en mai président de l'UNPR, qu'Oprea avait récemment fondée. Il démissionne en 2014 et est nommé consul à Dubaï.